# I Believe in Jesus
«I Believe in Jesus» (español: «Yo creo en Jesús») es la canción de cierre del álbum The Wanderer de la cantante Donna Summer. Al igual que el resto del álbum, se centra en el estilo rock y tiene elementos del gospel.

## Antecedentes
Summer se crio en una familia de devotos padres cristianos, y a prematura edad comenzó a cantar en el coro de la Iglesia, influenciada por la destacada cantante Mahalia Jackson.
Unos pocos años después se trasladó a Alemania, donde despegó su carrera como solista. Se desarrolló en el ámbito de la música disco desde 1975 hasta 1979. En 1980 Donna Summer rompió su relación con Casablanca Records debido a discrepancias sobre el estilo musical que quería desarrollar en el futuro.
Tras el abrupto quiebre de la popularidad de la música disco, Summer decidió cambiar de estilo para dar paso a un rock/new wave. Junto a esto se suma el redescubrimiento de la fe cristiana de Summer, la cual documentó en la composición "I Believe in Jesus", en la cual vuelve a sus raíces con un estilo gospel combinado con el rock presente a lo largo de todo el álbum.
Compuesta solamente por Summer, "I Believe in Jesus" le valió una nominación al Grammy en la categoría mejor interpretación de inspiración.

## Trabajos posteriores
Summer volvería a repetir la experiencia de interpretar canciones de estilo gospel e involucradas con temas religiosos, siendo "He's a Rebel" (del álbum She Works Hard for the Money) y "Forvige Me" (del álbum Cats Without Claws) las que le otorgaron dos veces seguidas el Grammy en dicha categoría.
Otra canción destacable es "Let There Be Peace", correspondiente a su álbum de 1991 Mistaken Identity, que aunque no se centra en el tema religioso, se acerca bastante a un estilo pop/gospel.